# Juan Martín Maldacena
Juan Martín Maldacena, argentinski fizik, * 10. september 1968, Caballito, Buenos Aires, Argentina.
Maldacena je diplomiral leta 1991 na Inštitutu Balseiro Narodne univerze Cuya v San Carlosu de Barilocheju pod mentorstvom G. Aldazabala. Leta 1996 je doktoriral na Univerzi Princeton pod mentorstvom Curtisa Callana. Na Rutgerskovi univerzi je opravil podoktorski študij. V letu 1997 je bil izredni profesor na Univerzi Harvard, leta 1999 pa je postal profesor fizike. Od leta 2001 je profesor na Inštitutu za višji študij v Princetonu.
Od njegovih odkritij je najbolj znano holografsko načelo, oziroma korespondenca AdS/CFT (Maldacenov dualizem), preskušena domneva o enakovrednosti teorije strun ali supergravitacije na anti de Sittrovem prostoru in konformne teorije polja, določene na meji anti de Sittrovega prostora.
Leta 2013 je skupaj s fizikom Susskindom predlagal domnevo ER = EPR.